# Willan Saddle

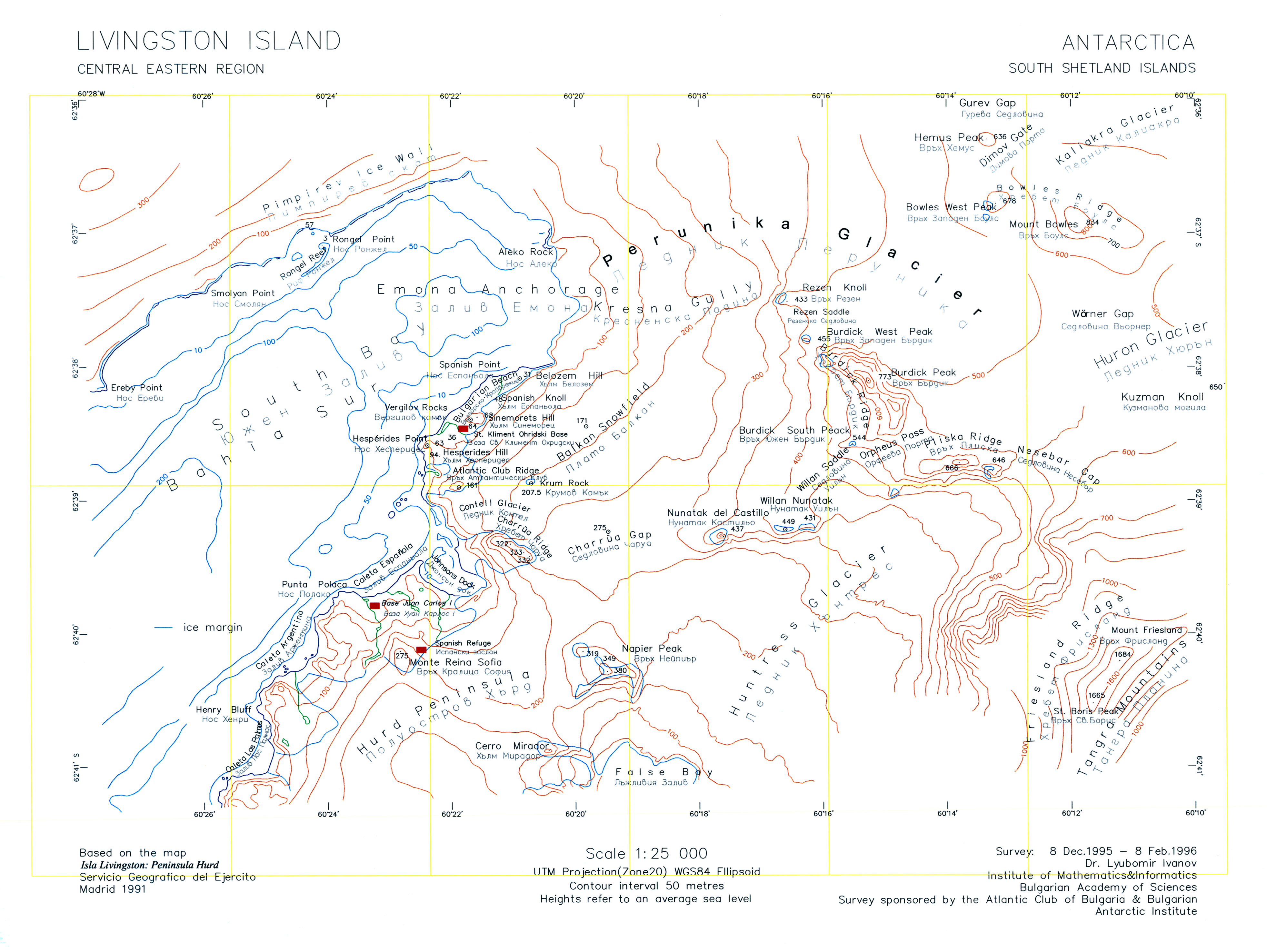
Mappa topografica del settore centro-orientale dell'Isola Livingston, con la Willan Saddle.

Willan Saddle (in lingua bulgara: седловина Виддан, Sedlovina Villan) è una sella montuosa antartica, piuttosto piatta e dalla forma a mezzaluna, che si estende per circa 1 km in direzione nordest-sudovest tra Burdick South Peak e Willan Nunatak, nel settore orientale dell'Isola Livingston, che fa parte delle Isole Shetland Meridionali, in Antartide. 
La sella è posizionata d una altitudine di 400 m e fa parte di un percorso via terra tra Balkan Snowfield e Charrúa Gap a ovest e Orpheus Gate a est; il passaggio consente l'accesso alla parte interna del settore orientale dell'Isola Livingston sia dalla base bulgara di San Clemente di Ocrida che dalla Base antartica spagnola Juan Carlos I.
La sella deriva la sua denominazione da quella dell'adiacente Willan Nunatak, intitolato al geologo britannico Robert Willan che aveva svolto ricerche in quest'area per conto del British Antarctic Survey .

## Localizzazione
Il punto centrale della sella è posizionato alle coordinate 62°38′56.1″S 60°16′27.4″W.
Mappatura dettagliata spagnola da parte del Servicio Geográfico del Ejército nel 1991; rilevazione topografica bulgara nel 1995/96 e nel corso della spedizione investigativa Tangra 2004/05 e mappatura nel 1996, 2005 e 2009.

## Mappe
- South Shetland Islands. Scale 1:200000 topographic map. DOS 610 Sheet W 62 60. Tolworth, UK, 1968.
- Isla Livingston: Península Hurd. Mapa topográfico de escala 1:25000. Madrid: Servicio Geográfico del Ejército, 1991. (Map reproduced on p. 16 of the linked work)
- L.L. Ivanov. Livingston Island: Central-Eastern Region. Scale 1:25000 topographic map.  Sofia: Antarctic Place-names Commission of Bulgaria, 1996.
- L.L. Ivanov et al. Antarctica: Livingston Island and Greenwich Island, South Shetland Islands. Scale 1:100000 topographic map. Sofia: Antarctic Place-names Commission of Bulgaria, 2005.
- L.L. Ivanov. Antarctica: Livingston Island and Greenwich, Robert, Snow and Smith Islands. Scale 1:120000 topographic map.  Troyan: Manfred Wörner Foundation, 2009.  ISBN 978-954-92032-6-4
- Antarctic Digital Database (ADD). Scale 1:250000 topographic map of Antarctica. Scientific Committee on Antarctic Research (SCAR). Since 1993, regularly upgraded and updated.
- L.L. Ivanov. Antarctica: Livingston Island and Smith Island. Scale 1:100000 topographic map. Manfred Wörner Foundation, 2017. ISBN 978-619-90008-3-0